# Pedro Dorado Montero

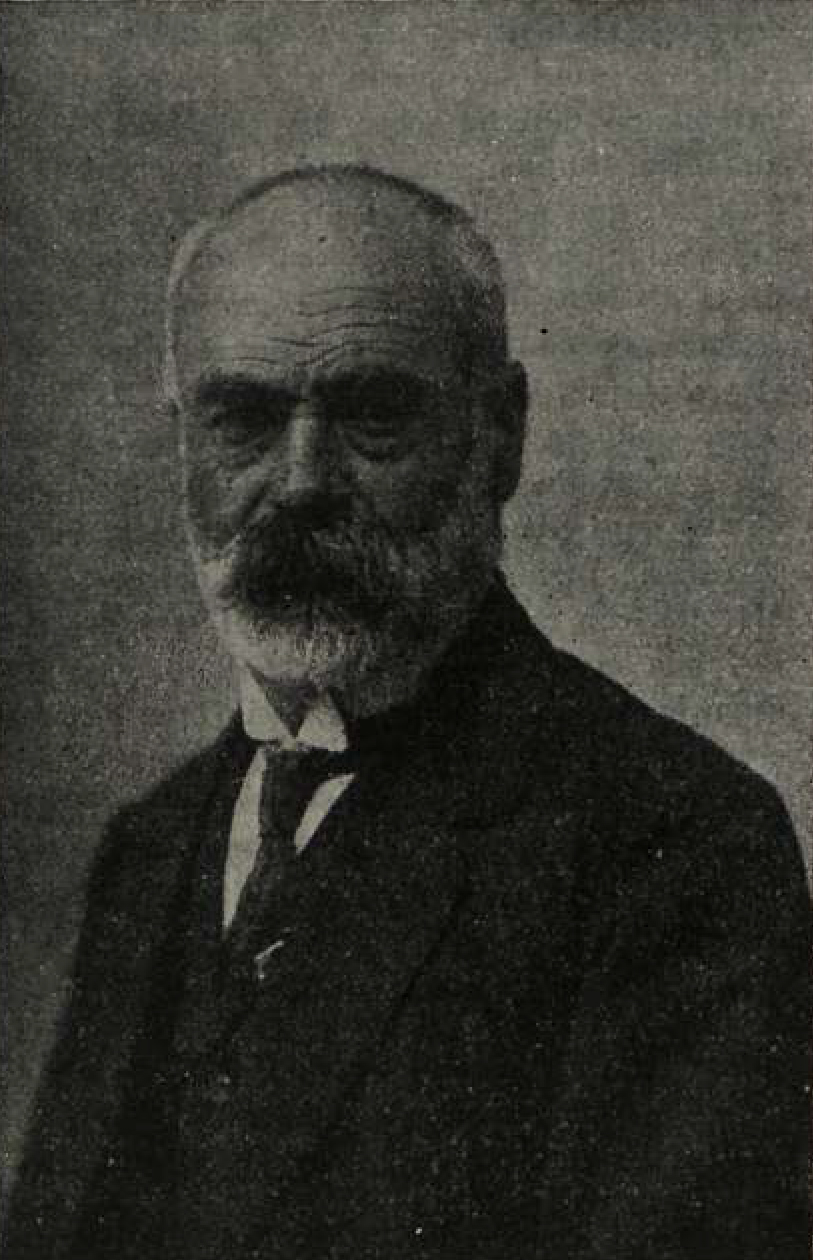

Pedro Dorado Montero, född 19 maj 1861 i Navacarros, död 26 februari 1919 i Salamanca, var en spansk jurist.
Dorado Montero blev 1885 juris doktor, var 1885-87 stipendiat i Bologna, blev 1887 professor i Salamanca, där han 1892 övertog straffrätten. I vetenskapligt hänseende intog han en framträdande plats som en av det "unga Spaniens" främsta män; som kriminalist tillhörde han den moderna sociologiska skolan.
Av Dorado Monteros talrika avhandlingar kan särskilt nämnas Il correzionalismo penale e le sue basi dottrinali i "Rivista Italiana di Sociologia", band XI (1907). Han var även en flitig bidragsgivare till "Enciclopedia juridica española" och en verksam översättare, särskilt vad gäller italienska och tyska författare, till exempel Raffaele Garofalo, José d'Aguanno, Ludwig Gumplowicz, Scipio Sighele, Franz von Liszt, Paul Eltzbacher, Rudolph Sohm och Adolf Joseph Matthäus Merkel som han gjorde tillgängliga för den spanska  publiken.
Dorado Montero avled efter att under nästan tre år ha lidit av cancer i tolvfingertarmen.